# Carl Goetz (Schauspieler)
Carl Goetz, auch Carl Götz, eigentlich Karl Perl (* 10. April 1862 in Wien; † 17. August 1932 ebenda) war ein österreichischer Schauspieler.

## Leben und Wirken
Der ausgebildete Violinist entschied sich für eine Bühnenlaufbahn und gab sein Debüt 1892 am Stadttheater von Sankt Pölten. Nach negativen Kritiken ging er 1893 in die USA und arbeitete in New York als Karikaturist für Zeitungen sowie als Buchillustrator. Nebenher trat er am deutschsprachigen Germania-Theater als Gelegenheitsdarsteller auf.
Noch vor 1900 erschien er in Colmar und in Landshut auf der Bühne. Dann trat er in München in Kabaretts auf und hatte erste Erfolge als Schauspieler in Stücken von August Strindberg, John Galsworthy und Georg Kaiser. Der kleine und mit einem Sprachfehler behaftete Goetz agierte danach in Wien, Berlin und an den Münchner Kammerspielen.
1913 begann seine Filmkarriere mit der Hauptrolle eines zu Unrecht des Mordes bezichtigten Landstreichers in Paul von Woringens Die Landstraße. Schon bald war Goetz auf unansehnliche alte Herren und Außenseiter festgelegt. Er war der Dorfnarr in Bogdan Stimoff (1916), der widerliche Ehemann in Licht und Finsternis (1917) und die Titelfigur in Tragödie eines Häßlichen (1921). In Der Mandarin (1919) und Die gelbe Gefahr (1922) verkörperte er jeweils einen Asiaten. Er war der Hofnarr in der Münchner Großproduktion Der Favorit der Königin (1922). In anderen Filmen stellte er Gutsbesitzer, Professoren und Schlossherren dar. In Die Mühle von Sanssouci (1926) war er als der Philosoph Voltaire zu sehen. Eine seiner besten Rollen im Film gab ihm G. W. Pabst mit dem Schigolch, dem Ziehvater der Lulu (Louise Brooks), in Die Büchse der Pandora (1928).
Goetz wurde auf dem Wiener Zentralfriedhof (11-2-4)  in einem ehrenhalber gewidmeten Grab beigesetzt.

## Filmografie
- 1913: Die Landstraße
- 1914: Die Finsternis und ihr Eigentum
- 1916: Bogdan Stimoff
- 1917: Licht und Finsternis
- 1917: Das schwindende Herz
- 1918: Der Mandarin
- 1919: Homo immanis
- 1919: Die Tote ruft
- 1920: Gefesselt
- 1920: Narr und Tod
- 1920: Der Graf von Cagliostro
- 1920: Glanz und Elend der Kurtisanen
- 1921: Drakula halála
- 1921: Mozarts Leben, Lieben und Leiden
- 1921: Die Narrenkappe der Liebe
- 1921: Tragödie eines Häßlichen
- 1921: Das Haus des Dr. Gaudeamus
- 1921: Parema – Das Wesen aus der Sternenwelt
- 1922: Schattenkinder des Glücks
- 1922: Der Favorit der Königin
- 1922: Die gelbe Gefahr
- 1923: Die Austreibung
- 1923: Bohème
- 1923: Die Kurtisane von Venedig
- 1924: Jiskor
- 1924: Die letzte Stunde
- 1925: Der Bankkrach Unter den Linden
- 1926: Die Mühle von Sanssouci
- 1927: Die Pratermizzi
- 1927: Infanterist Wamperls dreijähriges Pech
- 1928: Sensations-Prozess
- 1928: Das Mädchen der Straße
- 1928: Geschlecht in Fesseln
- 1928: Prinzessin Olala
- 1929: Die Büchse der Pandora
- 1929: Ehe in Not
- 1929: Fräulein Else
- 1929: Giftgas
- 1929: Mein Herz ist eine Jazzband
- 1929: Trust der Diebe
- 1930: Das Flötenkonzert von Sans-souci
- 1930: Die singende Stadt
- 1930: Der unsterbliche Lump
- 1930: Zwei Krawatten
- 1931: 1914, die letzten Tage vor dem Weltbrand
- 1931: Danton
- 1931: Das Lied vom Leben
- 1931: Die große Liebe
- 1931: Die Pranke
- 1931: Schatten der Unterwelt
- 1931: Yorck
- 1932: Die grausame Freundin
- 1932: Lumpenkavaliere